# Aryk

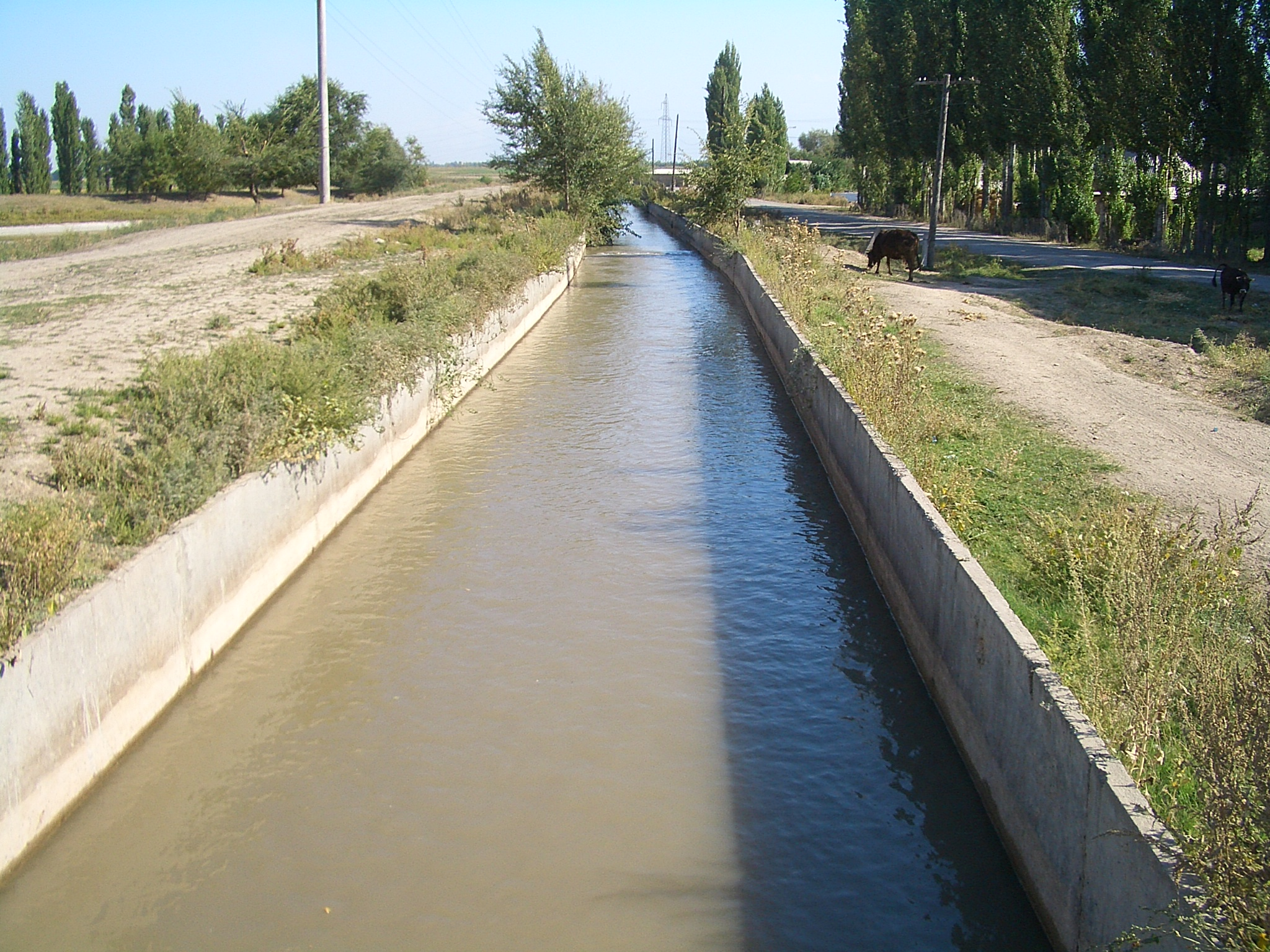
Un grande aryk rivestito di calcestruzzo a Milyanfan, Kyrgyzstan

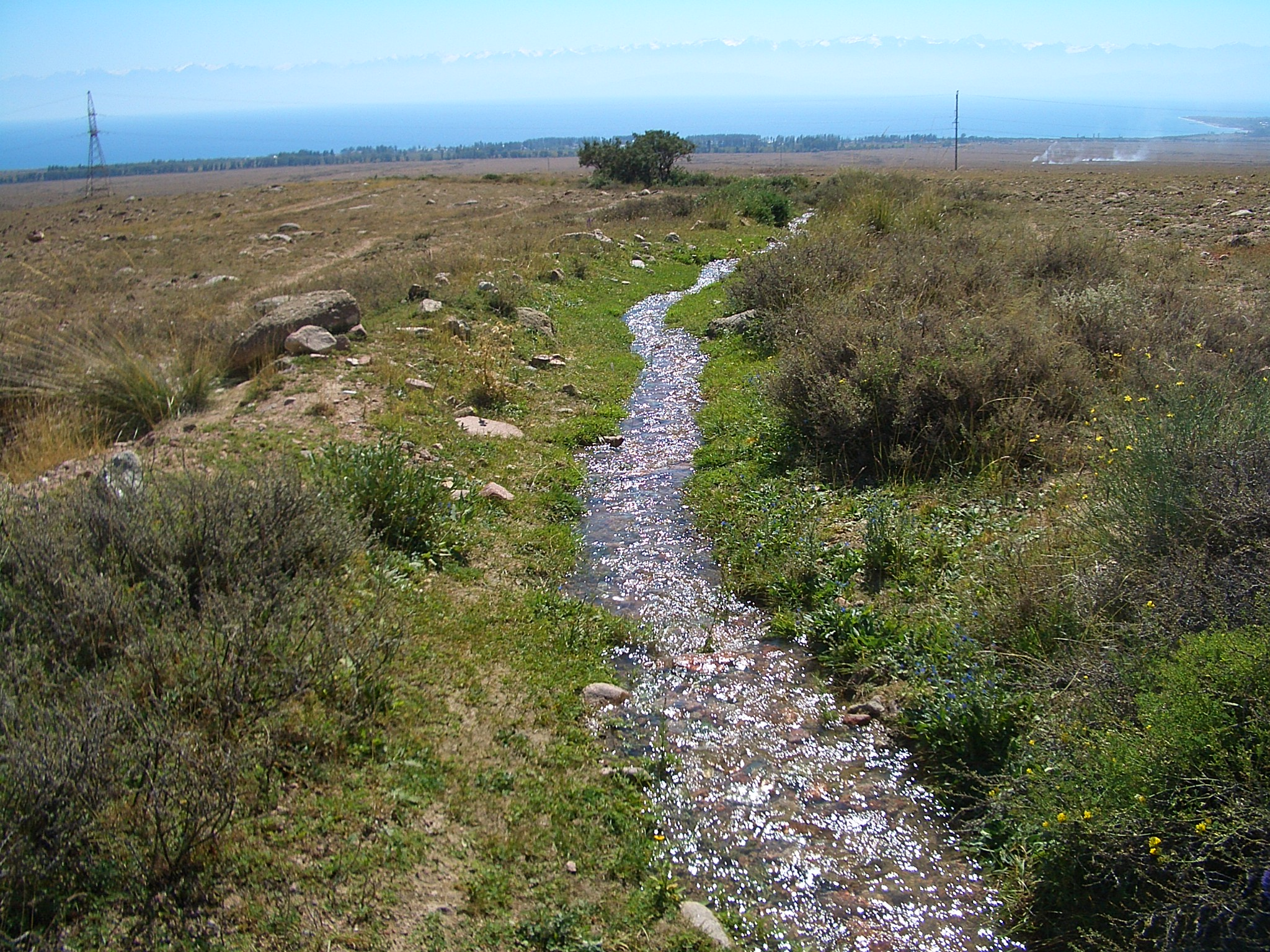
Un torrente a Tamchy, in Kirghizistan, è stato artificialmente reindirizzato a questo nuovo corso, localmente conosciuto come aryk

In Asia centrale, un aryk (turco: Arık, in russo: Арык) è un (relativamente) piccolo acquedotto atto a sostenere l'agricoltura e la fornitura di acqua per gli abitanti della zona. Vari Aryk esistono ancora e sono spesso utilizzati, come quello di Tabarja, che è stato continuamente aggiornato e ampliato dal XVI secolo.